# Бромметан
Броммета́н (бро́мистый мети́л, метилброми́д, метабром) — органическое вещество, галогенпроизводное метана, c формулой CH3Br. Используется как фумигант для обеззараживания растительных материалов от щитовок, ложнощитовок и мучнистых червецов, а также для борьбы с вредителями запасов, в частности свежих и сухих овощей и фруктов, реже — для обработки зерна.

## Свойства
Молярная масса 94,94 г/моль. Температура плавления −93,7 °С, кипения 3,6 °С. Растворимость в воде 1,75 г / 100 г (20 °C).

## Применение
- Широко использовался как фумигант для сельскохозяйственных продуктов (зерно, орехи, сушёные фрукты и пр.)[4].
- При обработке подержанной одежды.

## Получение
Получают реакцией метанола и бромоводорода.
{\displaystyle {\mathsf {CH_{3}OH+HBr\rightarrow CH_{3}Br\uparrow +H_{2}O}}}
Единственное в СССР и СНГ предприятие, где производился бромметил, Сакский химический завод, был остановлен в 2002 году. Производится только в Израиле и Китае.

## Хранение
В металлической таре можно хранить практически неограниченное время.
Монреальский протокол ограничивает производство и использование бромметана.
По оценкам 1999 года, во всем мире ежегодно использовалось 71 500 тонн синтетического бромистого метила, 97 % этого объёма используется для целей фумигации.
Является загрязнителем морских вод.

## Безопасность
Высокотоксичен для человека, но среднетоксичен для крыс. Раздражает слизистые и кожу. Предельно допустимая концентрация в воздухе — 5 мг / м3.